# Avtandil Kentcsadze
Avtandil Kentcsadze (kartvéli írással: ავთანდილ კენჭაძე; Ambrolauri, 1995. január 22. –) grúz szabadfogású birkózó. A 2018-as birkózó-világbajnokságon döntőbe jutott 79 kg-os súlycsoportban, szabadfogásban, ahol alulmaradt ellenfelével szemben.

## Sportpályafutása
A 2018-as birkózó-világbajnokságon a selejtezők során a török Soner Demirtas volt ellenfele, akit 8–1-re megvert. Ezt követően a 79 kg-os súlycsoport döntőjében, szabadfogásban az orosz Zaurbek Kazbekovics Szidakov volt az ellenfele. A mérkőzésére 2018. október 21-én került sor.